# Milton Young
Milton Ruben Young (ur. 6 grudnia 1897, zm. 31 maja 1983) – amerykański polityk ze stanu Dakota Północna, związany z Partią Republikańską.
Urodził się w Berlinie (w Dakocie Północnej). Ukończył LaMoure High School, a następnie studiował na North Dakota State University i Graceland College. Przez pewien czas (aż do roku 1945) zarządzał ojcowską farmą. W roku 1919, kiedy miał 22 lata, ożenił się z Malindą Benson, która zmarła w 1969. Następnie ponownie wstąpił w związek małżeński z Patricią Byrne.
W okresie Wielkiego Kryzysu zainteresował się polityką i w roku 1932 został wybrany w skład North Dakota House of Representatives, gdzie zasiadał dwa (1933–1935) lata, zanim nie zasiadł w stanowym senacie. Pełnił też wysokie funkcję organizacyjne wśród republikanów z Dakoty Północnej.
W roku 1945, po śmierci senatora Johna Mosesa gubernator Fred G. Aandahl mianował go jego następcą. W Senacie Stanów Zjednoczonych Young zasiadał do roku 1981, jako jeden z najdłużej urzędujących członków tej izby amerykańskiego Kongresu. Zasiadał m.in. w komitetach senackich ds. rolnictwa i leśnictwa, oraz był liderem mniejszości republikańskiej w Appropriations Committee.
Nie ubiegał się o ponowny wybór w roku 1980, kiedy to republikanie uzyskali większość. W związku z tym, aby go uhonorować, odchodzący Kongres głosami demokratów i republikanów wybrał go, jako najdłużej urzędującego senatora opozycji, na prezydenta pro tempore Senatu USA, która funkcję pełnił przez jeden dzień (5 grudnia 1980). Był najkrócej urzędującą osobą na tym stanowisku (najdłużej zaś Carl T. Hayden).
Po odejściu na emeryturę zamieszkał w Arizonie, gdzie zmarł w Sun City. Pochowano go w rodzinnym Berlinie.